# Хуан Бернат
Хуан Бернат (ісп. Juan Bernat, нар. 1 березня 1993, Кульєра) — іспанський футболіст, захисник «Парі Сен-Жермен». На умовах оренди грає на батьківщині за «Вільярреал».

## Клубна кар'єра

### «Валенсія»
У дорослому футболі дебютував 2011 року виступами за команду клубу «Валенсія», в якій провів три сезони. 

### «Баварія»
7 липня 2014 року уклав п'ятирічний контракт з мюнхенською «Баварією». Його трансфер обійшовся німецькому клубу у 10 мільйонів євро.
У перший рік частіше використовувався на позиції лівого півзахисника, після чого повернувся до виступів на позиції лівого захисника.
У сезоні 2017/18 через постійні травми провів лише 12 матчів за клуб.

### «Парі Сен-Жермен»
31 серпня 2018 перейшов до французького «Парі Сен-Жермен» за 5 мільйонів євро, підписавши трирічний контракт. У паризькому клубі з першого ж сезону став основним лівим захисником.

## Виступи за збірні
У 2012 році дебютував у складі юнацької збірної Іспанії, взяв участь у 3 іграх на юнацькому рівні.
У 2013 році залучався до складу молодіжної збірної Іспанії. На молодіжному рівні зіграв у 7 матчах.
З 2014 року залучається до дорослої збірної Іспанії.

## Досягнення
«Баварія»
- Чемпіон Німеччини: 2014–15, 2015–16, 2016–17, 2017–18
- Володар кубка Німеччини: 2015–16
- Володар Суперкубка Німеччини: 2016, 2017, 2018

 «Парі Сен-Жермен»
- Чемпіон Франції: 2018-19, 2019-20, 2021-22, 2022-23
- Володар Суперкубка Франції: 2019, 2020, 2022
- Володар Кубка Франції: 2019-20, 2020-21
- Володар Кубка французької ліги: 2019-20

 Іспанія (U-19)
- Чемпіон Європи (U-19): 2012